# قرار مجلس الأمن التابع للأمم المتحدة رقم 1216
قرار مجلس الأمن التابع للأمم المتحدة رقم 1216، المتخذ بالإجماع في 21 كانون الأول / ديسمبر 1998. بعد الإعراب عن القلق إزاء الأزمة والوضع الإنساني في غينيا بيساو، دعا المجلس إلى التشكيل الفوري لحكومة وحدة وطنية في المجلس الشعبي الوطني وإجراء انتخابات بحلول نهاية مارس 1999.

## خلفية
اندلعت الحرب الأهلية عن طريق محاولة انقلاب ضد حكومة الرئيس جواو برناردو فييرا بقيادة العميد أنسومان ماني في يونيو 1998. أدت الاشتباكات بين القوات الحكومية المدعومة من الدول المجاورة والمتمردين في نهاية المطاف إلى اتفاق سلام في نوفمبر 1998، والذي نص على تشكيل حكومة وحدة وطنية وإجراء انتخابات جديدة في العام المقبل. بعد اندلاع القتال القصير في مايو 1999 انتهى بالإطاحة في فييرا.

## القرار
ورحب مجلس الأمن بالاتفاقات الموقعة بين حكومة غينيا بيساو والمجلس العسكري الذي نصب نفسه. ودعا الجانبين إلى تنفيذ الاتفاقات بشكل كامل، بما في ذلك الأحكام المتعلقة بالمحافظة على وقف إطلاق النار، والتشكيل العاجل لحكومة وحدة وطنية، وإجراء انتخابات بنهاية آذار / مارس 1999، وافتتاح المطار والميناء البحري في العاصمة بيساو، وسحب القوات الأجنبية ونشر مجموعة المراقبة التابعة للجماعة الاقتصادية لدول غرب إفريقيا. وأشاد المجلس بدور فريق المراقبين العسكريين التابع للجماعة الاقتصادية لدول غرب أفريقيا والجماعة الاقتصادية لدول غرب أفريقيا وجماعة البلدان الناطقة بالبرتغالية لما بذلوه من جهود في غينيا بيساو، بما في ذلك تنفيذ اتفاق أبوجا المتعلق بأمن الحدود بين غينيا بيساو والسنغال، وضمان تقديم المساعدة الإنسانية للمدنيين المتضررين.
ثم طُلب من الطرفين احترام حقوق الإنسان والقانون الدولي والإنساني وضمان وصول المنظمات الإنسانية. وأكد القرار أنه قد يُطلب من فريق المراقبين العسكريين التابع للجماعة الاقتصادية لدول غرب أفريقيا اتخاذ إجراءات لضمان سلامة وحرية تنقل أفراده وطالبه بتقديم تقارير شهرية. طُلب من الأمين العام كوفي عنان تقديم توصيات بشأن دور محتمل للأمم المتحدة خلال عملية السلام وإنشاء صندوق استئماني للتبرعات المقدمة إلى فريق المراقبين العسكريين التابع للجماعة الاقتصادية لدول غرب أفريقيا.
انتهى القرار بإعلان مجلس الأمن عزمه على مراجعة الوضع، بناءً على تقرير الأمين العام وتنفيذ القرار الحالي، بحلول نهاية آذار / مارس 1999.

## روابط خارجية
- نص القرار في undocs.org